# Henry Fool (album)
Henry Fool is het eerste studioalbum van de muziekgroep Henry Fool. De band is een samenraapsel van musici uit andere bands, zonder dat er echter sprake is van een supergroep. Leiders zijn Stephen Bennett en Tim Bowness. Die laatste is tevens lid van no-man. Bij beluistering valt op hoe groot de invloed van Bowness was bij dit album. De muziek heeft trekjes van no-man.
Het album werd opgenomen in de Chaos geluidsstudio in Norwich en The Music Farm in Lenwade. Cyclops Records bracht het album uit, hetgeen inhield dat een aantal jaren later het originele album niet meer verkrijgbaar was. Cyclops hield op met muziek uitgeven. In 2013 kwam het album in een andere verpakking uit bij Kscope.
De ontvangst van het album was goed, maar het legde de band geen windeieren. De opvolger van de eerste boreling moest twaalf jaar wachten op een opvolger.

## Musici
- Stephen Bennett – toetsinstrumenten, mellotron
- Tim Bowness – gitaar, basgitaar
- Fudge Smith slagwerk
- Peter Chilvers – basgitaar
- Myke Clifford – saxofoons
- Mike Bearpark - gitaar

## Muziek
| Nr. | Titel                                                                   | schrijvers              | Duur  |
| --- | ----------------------------------------------------------------------- | ----------------------- | ----- |
| 1.  | Friday brown                                                            | Bennett, Bowness        | 1:13  |
| 2.  | Bass pig                                                                | Chilvers, coda, Bennett | 2;57  |
| 3.  | Poppy Q                                                                 | Bennett, Bowness        | 2;42  |
| 4.  | Lateshow (Midnight days, Blindman one, Poppy Z, Blindman two, Grounded) | Henry Fool              | 13:05 |
| 9.  | The laughter that turned to ice                                         | Bennett, Bowness        | 3:44  |
| 10. | Jazz monkey                                                             | Bennett, Bowness        | 3:03  |
| 11. | Judy on the brink                                                       | Bowness                 | 3:16  |
| 12. | The David Warner wish list                                              | Henry Fool              | 3:47  |
| 13. | Heartattack                                                             | Bennett, Bowness        | 3:44  |
| 14. | The mellow moods of Malcolm McDonald                                    | Henry Fool              | 6:54  |
| 15. | Dreamer’s song                                                          | Chilvers, Bowness       | 4:10  |
| 16. | Tuesday weld                                                            | Benett, Bowness         | 2:58  |